# Dějiny Trenčína

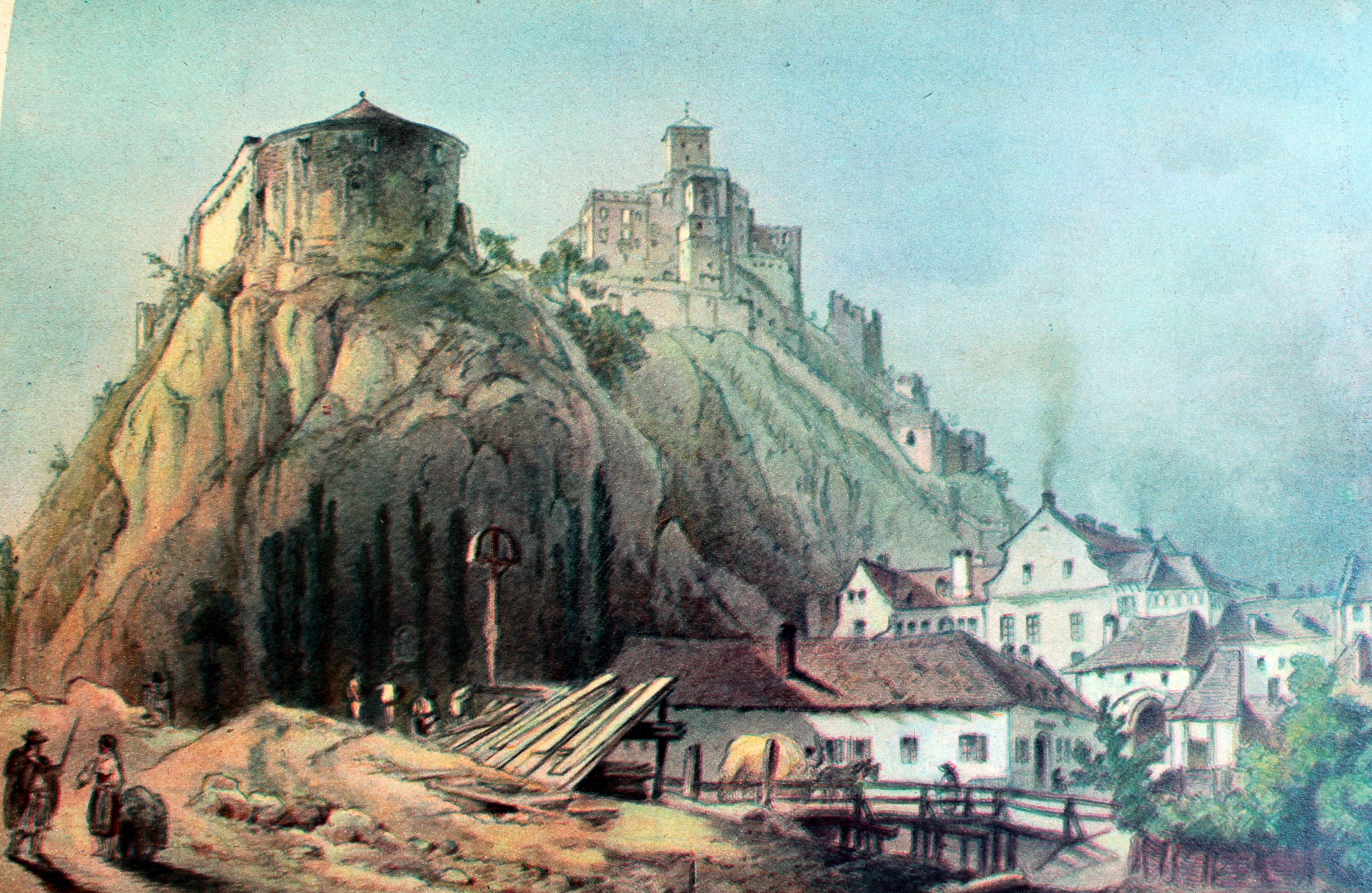
Historická litografie z 19. století zobrazující trenčínský hrad

Podle historických a archeologických důkazů je oblast dnešního města Trenčín osídlena od paleolitu.

## Pravěká doba
Přírodní poměry a geografická poloha umožňovaly osídlení Trenčína již od starší doby kamenné - paleolitu, který je na území Slovenska vymezený obdobím přibližně 2 000 000 až 8 200 př. n. l. První lidé přišli na území Trenčína v mladším paleolitu (asi 38 000 let př. n. l.). Paleolitický člověk se živil převážně lovem a sběrem, na což byly v trenčínské lokalitě vhodné podmínky. Archeologické výzkumy prokázaly toto osídlení v jihovýchodní části města pod jižním hřbetem lesoparku Brezina. V mladší době kamenné - neolitu žil v trenčínské lokalitě lid želiezovské kultury. Tato doba je charakteristická přechodem na zemědělský způsob obživy. Trenčínská lokalita však neposkytovala ideální podmínky pro první, primitivně hospodařící rolníky. V pozdní době kamenné - eneolitu, přibližně 3 000 – 1 900 let př. n. l. osídlil podstatnou část Slovenska lid badenské kultury. Sídliště lidu této kultury se rozprostírala v nížinách a na úpatích hor, využívajíce přitom blízkost Váhu. V době bronzové žil na tomto území lid maďarovské kultury. Osady této kultury se nalézaly obvykle na vyvýšených místech a proto i v Trenčíně se vyskytovaly na hradní skále a na pahorku Breziny. Osídlení na hradní skále nebylo pouze útočištěm, ale bylo i střediskem řemeslné výroby. V pozdní době bronzové přišel na území Trenčína lid lužické kultury, pro kterou je typický žárový způsob pohřbívání. V mladší železné době- laténské době byla hradní skála osídlena lidem púchovské kultury. Tento lid podléhal postupně vlivu Keltů, kteří osídlili jižní část Slovenska. Výskyt Keltů v Trenčíně přímo doložen není, ale v této oblasti je archeologickými nálezy - zejména mincemi, doložený jejich vliv.

## Období starověku

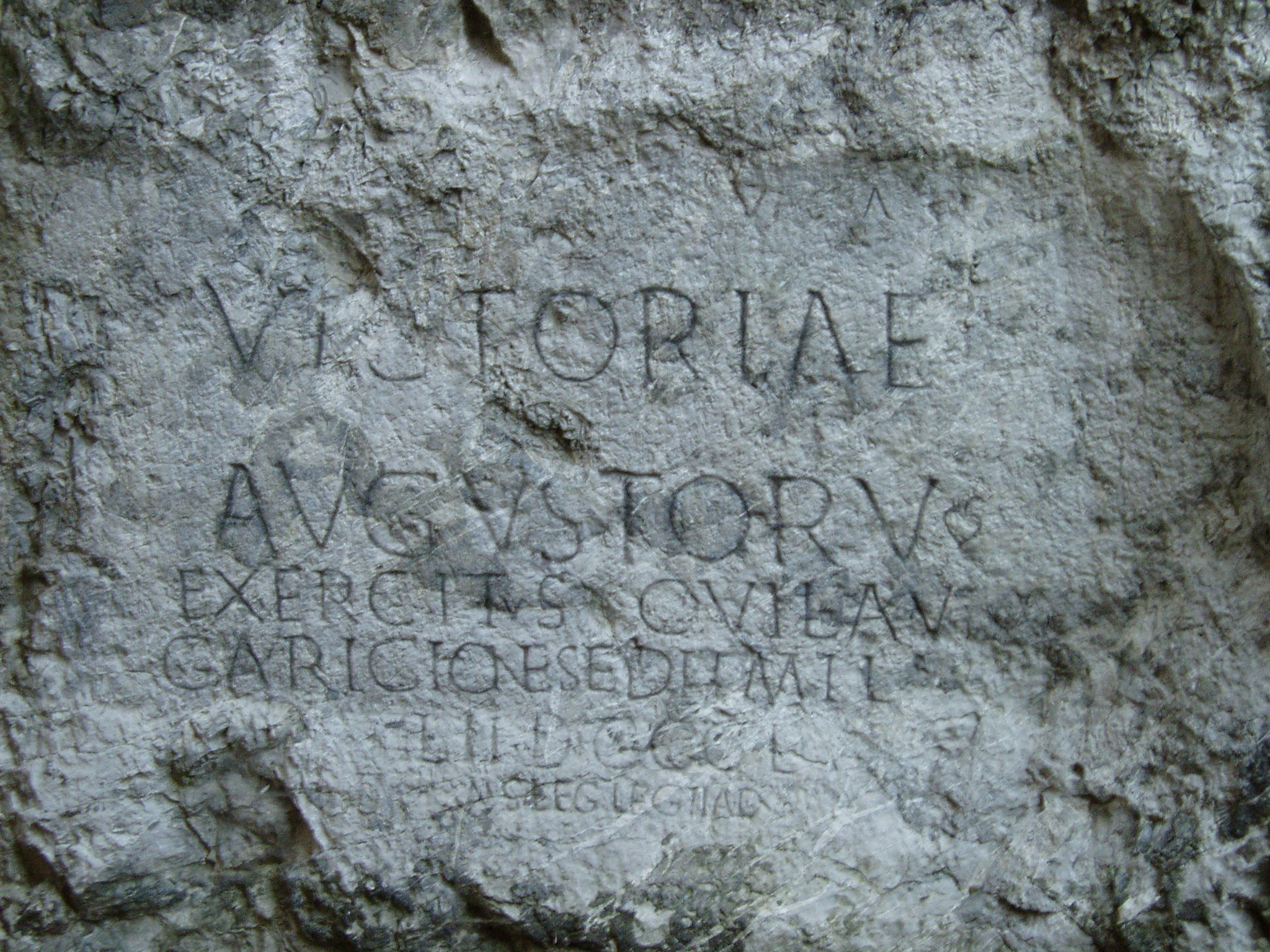
Římský nápis na hradní skále v Trenčíně z roku 179

V období kolem přelomu letopočtu přišli na území Slovenska Germáni, jejichž pobyt v trenčínské lokalitě je doložen římským nápisem na trenčínské hradní skále. Tento nápis pochází z roku 179 a je důkazem styku trenčínské lokality s tehdejším civilizovaným světem. Římský název osady na území Trenčína je Laugaricio a nápis informuje o vítězství římského vojska. Význam této lokality z hlediska Římské říše spočíval především v tom, že ležela poměrně blízko římské hranice - limes Romanus, která vedla podél Dunaje, a byla osídlena nepřátelským germánským etnikem. Z tohoto území podnikali Germáni výpady proti Římské říši a Římané ve snaze zajistit bezpečnost svého území museli podnikat výpady do germánského vnitrozemí, tedy i na území dnešního Slovenska. Území Trenčína nebylo významné pouze z vojenského hlediska ale i z hlediska obchodního. Kotlinou Váhu vedla jedna z větví tzv. Jantarové cesty, kterou se do Říma dovážel z baltského pobřeží jantar. Právě to může být hlavní důvod existence osady, kterou se však dosud nepodařilo přesně lokalizovat. Existence takové osady je doložena i v Ptolemaiově mapě, kde je zakreslena osada Leukaristos. Kontakty na Římskou říši jsou doloženy nálezy římských mincí v areálu Trenčínského hradu i Breziny.

## Středověk

### Slovanské osídlení
V období stěhování národů přišli na území Slovenska Slované, přičemž není prokázána kontinuita osídlení z předslovanského období. Nejstarší slovanské osídlení z Trenčína je doloženo až koncem 7. století. V 9. století byla oblast poměrně hustě osídlena Slovany, což vytvořilo předpoklad pro vytvoření určitého správního, politického a christianizačního centra. V tomto období je doloženo slovanské osídlení v lokalitách Trenčianske Biskupice, Kubrá, Trenčín - Juh, Zamarovce a Skalka nad Váhom. Hradní skála byla přírodní dominantou v osídlené oblasti a představovala důležitý strategický bod. Křesťanská rotunda, vybudovaná v tomto období na hradní skále, byla církevním centrem pro široké okolí. Rotunda patří k typu, který se vyskytoval na území Slovenska v oblastech, které byly součástí Velkomoravské říše. V nižších polohách trenčínské hradní skály se soustřeďovaly další mocenské funkce. V tomto období pravděpodobně vznikl i název města, který je slovanského původu. Vznik a význam názvu je však dosud nevyjasněný.

### Začlenění do Uher
Význam Trenčína značně vzrostl v 11. století. O území Trenčína zpočátku projevovali zájem čeští i polští panovníci, ale předpokládá se, že od roku 1018 se stal Trenčín součástí Uherska. Význam Trenčína spočíval zejména v jeho výhodné poloze a proto plnil řadu důležitých funkcí. Měl exponované obranné postavení na hranicích s českými zeměmi, v důsledku čehož začali uherští panovníci budovat na trenčínské hradní skále Trenčínský hrad. Vznik hradu se datuje do 11. století, kdy sestával z obytné věže a rotundy. Obytná věž byla situována na nejvyšším bodě hradního komplexu. Tento komplex se postupně formoval přistavováním paláců a fortifikačních systémů. Trenčínský hrad neměl pouze obrannou, ale i správní funkci. Stal se sídelním centrem Trenčínského komitátu, území spravovaného z Trenčínského hradu, které se formovalo v průběhu 11. století. Tato správní jednotka zahrnovala území celého středního Pováží a Trenčín byl sídlem takto vyčleněné územní jednotky až do roku 1922. Významným faktorem při vzniku města byla poloha na křižovatce obchodních cest. Obchodní cesta vedoucí podél Váhu se v Trenčíně setkávala s obchodní cestou, která spojovala Pováží s Ponitřím a s obchodní cestou směřující přes Váh a karpatské průsmyky na Moravu. Na této křižovatce vznikla tržní osada, ze které se později vyvinulo město Trenčín. První osídlení vznikalo v podhradí, na přístupových cestách k hradu, mezi hradní skálou a tokem řeky Váh. Tržiště se nacházelo v prostorách dnešního Mírového náměstí. Protáhlé trojúhelníkové náměstí se tvořilo vedle staré historické cestě vedoucí Povážím na terase nad řekou Váh. Obyvatelé tržní osady se zabývali nejen zemědělstvím, ale i řemeslem a obchodem. Je však doložen i příchod kolonistů z Německa. Předpokládá se, že kolem roku 1200 přišli do města johanité, kteří zde v polovině 13. století založili klášter. Nejstarší písemné zmínky o Trenčíně pocházejí z let 1067, 1091 a 1111, kdy se v Zoborské listině vzpomínají mýta na Pováží, patřící zoborskému opatství. Samotná tržní osada zpočátku patřila Trenčínskému hradu.
V roce 1241 vtrhli do Uher Mongolové, jisté však je, že Trenčínský hrad jejich náporu odolal.
Po mongolském vpádu následovaly na hradě další opevňovací práce, které podporoval uherský panovník Béla IV. V době mongolského vpádu byl trenčínským županem Bohumír (Bohumil, Bogomil, Bogomerius), jehož zásluhy vzpomíná král Béla IV.

### Vláda Matúše Čáka Trenčanského

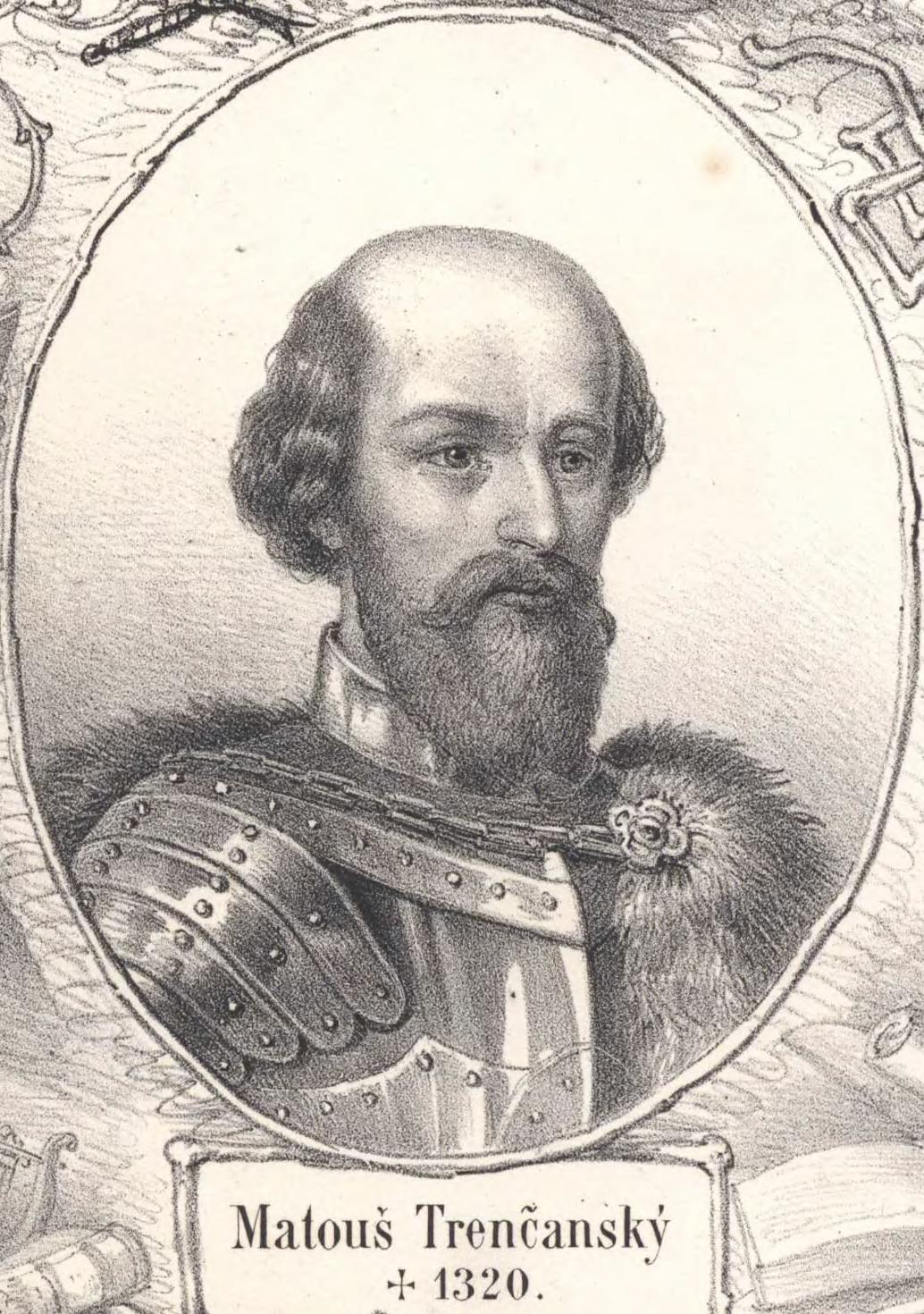
Matúš Čák Trenčanský

Koncem 13. a začátkem 14. století byl Trenčín sídlem Matúše Čáka Trenčanského. Tento velmož postupně sjednocoval své izolované majetky a zvolil si Trenčín za své sídelní město. V letech 1290–1301 byl bratislavským županem a v letech 1296–1297 palatinem. Po vymření vládnoucího rodu Arpádovců se Matúš aktivně zapojil do boje o uherský trůn. Nejprve podporoval českého kralevice Václava, za což dostal doživotně županskou hodnost a všechny královské majetky v Trenčínské, Nitranské a komárňanské župě. Pak podporoval Otu Bavorského a následně Karla Roberta z Anjou. Ten ho v roce 1308 jmenoval královským taverníkem a později jedím ze tří palatinů. Na vrcholu své moci byl Matúš v letech 1311–1312, kdy částečně nebo zcela ovládal 14 žup převážně na dnešním západním a středním Slovensku a i Vyšehrad v dnešním Maďarsku. Podléhalo mu asi 50 hradů. Na území, které ovládal, však vládl bez ohledu na zájmy krále a proto byl v roce 1312 zbaven hodnosti hlavního královského taverníka. Uhersko bylo v té době mocensky rozděleno mezi několik rodů a Karel Robert se ho pokoušel sjednotit silou. V roce 1312 porazila královská vojska v bitvě u Rozhanovců Omodejovce, kterým poslal Matúš vojenskou pomoc. I přes tuto porážku ovládal Matúš většinu svého území a král se proti němu pokoušel neúspěšně zakročit. Matúš si na Trenčínském hradě vydržoval vlastní dvůr, trvale používal titul palatina a svolával shromáždění šlechty z území, které ovládal. Oporou jeho moci byli zejména příslušníci drobné šlechty. V roce 1314 vedl výboje na Moravu a v letech 1316–1317 vypálil Nitranský hrad s katedrálou a zničil zdi a věže nitranského opevnění, za co byl exkomunikován. Obsadil i Trnavu odkud vyhnal královy přívržence. Karel Robert dobýval Matúšovo území jen velmi pomalu. Zcela dobýt se mu ho podařilo až po jeho smrti v roce 1321, když 8. srpna toho roku kapituloval i Trenčín. Období Matúšovy vlády bylo výjimečné v tom, že pouze jednou v dějinách byl Trenčín správním centrem rozsáhlého území, které nepodléhalo žádné jiné moci. Toto prakticky nezávislé území, jehož centrem byl Trenčín, je v některých historických pramenech nazývané také Matúšova zem (Terra Mathei).

### Vrcholný středověk
I po Matúšově smrti a ovládnutí králem zůstal Trenčín významným mocenským centrem Uherska. V roce 1324 byl postaven farní kostel na místě zvaném Mariánská hora. Areál kostela byl opevněn. V roce 1335 se na Trenčínském hradě konala schůzka českého krále Jana Lucemburského, který přišel v doprovodu syna Karla (budoucího Karla IV.), polského krále Kazimíra a uherského krále Karla Roberta, jehož doprovázel syn Ludvík. Na tomto setkání se zřekl Jan Lucemburský titulu polského krále a ponechal si vojvodství ve Slezsku. V roce 1362 jednali na hradě císař Karel IV. a uherský král Ludvík Velký o obsazení Aguileje. Po počátečních rozporech nakonec oba tito panovníci uzavřeli v roce 1364 mír. Po udělení privilegií v roce 1412 začalo město budovat opevnění. Opevnění využilo konfiguraci terénu a tok řeky Váh a spolu s opevněním hradu a Farského kostela tvořilo jeden kompaktní obranný celek. Opevnění současně rozdělilo město na dvě části - na část, která zůstala uvnitř hradeb a na část za hradbami - předměstí. Opevnění vedlo od vnějšího opevnění hradu od Breziny po Dolní bránu (současnou Městskou věž). Tato část opevnění se dodnes zachovala. Dále opevnění vedlo od Dolní brány směrem k Váhu, přes místa, kde dnes stojí synagoga. U jižního vyústění Palackého ulice se zalamovalo a vedlo přibližně po současné Palackého ul. až k hotelu Tatra, kde se připojovalo na opevnění Horní brány a za ní se napojilo na hradní skálu pod dělovou baštou. Význam opevnění i hradu se ukázal již v nejbližších letech, kdy musela oblast čelit husitským nájezdům.
Trenčín se stal díky výsadám územím nezávislým na hradních kastelánech. Výsady svobodného královského města Trenčínu udělil v roce 1412 Zikmund Lucemburský. Jako svobodné královské město podléhal přímo panovníkovi a často se dostával do sporu s hradními pány. Do hradu se dalo dostat pouze přes město, ale z hradu bylo město možné vojensky kontrolovat. Spory vznikaly ohledně soudní pravomoci ale i majetku. Tyto spory musel někdy řešit i panovník.
Po Zikmundově smrti byl Trenčínský hrad opěrným bodem Jana Jiskry z Brandýsa, který hájil práva Ladislava Pohrobka proti zájmům Jana Hunyadyho. Po smrti Ladislava Pohrobka v roce 1454 ovládl hrad Jan Hunyady. Jeho syn Matyáš Korvín, který se stal v roce 1457 uherským králem se v roce 1461 setkal na trenčínském hradě se snoubenkou Kateřinou, dcerou českého krále Jiřího z Poděbrad. Trenčínský hrad později sloužil Matyášovi Korvínovi jako opěrný bod na jeho výpady do českého pohraničí. V roce 1476 daroval hrad Štěpánovi Zápolskému jako odměnu za prokázané služby. Během jeho vlády probíhaly na hradě významné opevňovací práce.

### Výsady města
Městu Trenčín byly v průběhu středověku postupně uděleny mnohé výsady - privilegia, které zdůraznily jeho význam a napomohly jeho hospodářskému rozvoji. Nejstarší výsady Trenčína se nedochovaly pravděpodobně proto, že byly uděleny Matúšem Čákem Trenčanským a během vlády Anjouovců se na ně Trenčané nemohli odvolávat. Mezi nejdůležitější dílčí výsady patřilo:
- Právo konání výročního jarmarku na neděli před Letnicemi (udělené v polovině 14. století Ludvíkem I.)
- Právo konat dva výroční jarmarky (na první neděli po Velikonocích a na Ondřeje) - udělené v roce 1421 Zikmundem Lucemburským
- Právo svobodného rybaření a lovu
- Právo svobodného kácení dřeva v okolních lesích
- Úplné osvobození od placení silničních a vodních mýt v celé zemi
- Úleva při placení třicátku (pohraničního cla) - spočívala v tom, že Trenčané ho měli platit pouze ve svém městě
- Právo skladu
- Právo svobodně si volit městského faráře
- Pro všechny zeměpány v zemi, včetně měst a jejich úředníků zákaz zadržovat, věznit a trestat přes jejich majetky procházející trenčínské měšťany - soudní pravomoc trenčínského rychtáře a rady

Dne 19. února 1412 vydal král Zikmund Lucemburský listinu, kterou vyňal trenčínského rychtáře a měšťany zpod pravomoci trenčínských kastelánů. Současně povolil obyvatelům Trenčína užívat výsady Budína, Stoličného Bělehradu a jiných míst království. Toto je nejvýznamnější listina z hlediska právního postavení města a Trenčín se zařadil mezi svobodná královská města tj. města, která byla nejvyšší v hierarchii měst v Uhersku.

### Obyvatelstvo, hospodářství
Předpokládá se, že začátkem 14. století měl Trenčín přibližně 1000 obyvatel. Na přelomu 15. a 16. století kolem 1500, z nichž polovina žila ve vnitřním městě a přibližně polovina za hradbami na předměstích. Na přelomu 13. a 14. století je doložen příchod německých kolonistů, kteří však rychle splynuli s původním obyvatelstvem. Většinu obyvatel tvořili Slováci. Ze sociálního hlediska nejvyšší vrstvu obyvatelstva tvořili zámožní měšťané. Byli to většinou majitelé nemovitostí, domů a půdy. Hospodářsky pod nimi byla střední vrstva řemeslníků, kteří vlastnili domy, občas půdu. Baráčníci (inkvilíni) přebývali většinou na předměstích, někteří vlastnili domy, někteří žili v podnájmu. Živili se řemeslem a nádenickou prací. Sluhové a služky většinou nemívali vlastní majetek. Obyvatelé města se neživili pouze zemědělstvím, ale i řemesly a obchodem a to i dálkovým. Trenčané cestovali za obchodem i na Moravu, do Zadunají a na západní a střední Slovensko. Z řemeslníků byli ve městě zastoupení tkalci, soukeníci, řezníci, krejčí, zlatníci, obuvníci, zbrojíři, kožešníci, provazníci, kováři, mlynáři. Samospráva města sestávala z rychtáře, kteří předsedal městskému soudu, členů městské rady - přísežných a notáře. První známý představený trenčínské samosprávy - Michal se vzpomíná roku 1324. Označuje se jako starosta, správce obce (villicus). Prvním známým rychtářem (iudex) je Ondřej, který se vzpomíná v roce 1370.

### Přeměna na město
V období středověku postupně probíhala přeměna tržní osady pod Trenčínským hradem na město. Trenčín se stal městem postupně, nejen díky privilegiím ale i díky svému rozvoji. Postupně se měnila funkce, architektura, sociální skladba obyvatelstva a samospráva města Trenčína tak, že přibližně od konce 13. století nebo počátku 14. století lze Trenčín nazývat městem.

## Novověk

### Součást habsburské říše
Vstup Trenčína do novověku bezprostředně souvisel s bitvou u Moháče v roce 1526. Po smrti uherského krále Ludvíka II. nastal boj o uherskou korunu mezi Ferdinandem I. Habsburským a Janem Zápolským, který v té době vlastnil Trenčínský hrad. Ten byl v té době významnou Zápolského pevností a proto Ferdinandovo vojsko pod vedením Jana Katzianera v roce 1528 oblehlo Trenčín i hrad a podařilo se mu ho i dobýt. Předpokládá se, že k dobytí hradu i města přispěla zrada trenčínského měšťana Juraje Kupce, který ukázal obléhatelům přístupové cesty k hradu a nejslabší místa opevnění. Veliteli hradní posádky byli Benedikt Korzár a Pavel Baračka. Po dobytí hradu ponechal Ferdinand I. Pavla Baračku ve funkci hradního kapitána a ustanovil ho doživotním podžupanem Trenčínské stolice. Tato skutečnost napovídá tomu, že i velitelé hradní posádky spolupracovali s dobyvateli. Tím, že hrad ovládli Habsburkové však došlo k poklesu jeho významu. Přestal být významným pohraničním centrem, ale stal se pevností v zázemí, protože ze sousední Moravy, ovládané také Habsburky, už nebezpečí nehrozilo. Během obléhání došlo k velkému zpustošení města i hradu. Význam hradu však zcela nezanikl, protože stále sehrál významnou roli v domácích nepokojích a také jako protiturecká pevnost. Proto dal Ferdinand hrad opravit a opravy probíhaly až do konce 16. století. Ferdinand poskytl úlevy na daních i městu Trenčín, aby mohlo opravit a zesílit městské opevnění. Po dobytí města klesl počet obyvatel, ale v dalších letech zejména vlivem migrace začal opět růst. Hrad dostali do zálohy v roce 1551 Turzové, ti ho v roce 1582 přenechali Imrichovi Forgáchovi, od kterého ho v roce 1594 koupil Štefan Illesházy. Ve vlastnictví Illésházyů zůstal hrad až do vymření rodu v roce 1835.

### Turecké ohrožení
Poté, co pominulo ohrožení z českého území byli jedinými vnějšími nepřáteli, kteří by mohli ohrozit Trenčín Turci. Po bitvě u Moháče ovládli značnou část Uherska. Současné Slovensko a západní část dnešního Maďarska zůstaly v moci Habsburků jako tzv. Královské Uhersko. Trenčín byl poměrně daleko od území ovládaného Turky, to však neznamená, že by nebyl vystaven ohrožení. Turecká taktika boje spočívala mimo jiné v tom, že vysílali na nepřátelské území vojenské oddíly, které v krátkodobých výpravách plenily dobyté území a pak se vrátily zpět. Takto Turci vyslali v roce 1599 na západní a střední Slovensko četné oddíly krymských Tatarů. Ti se dostali až k Trenčínu, vyplenili široké okolí města, ale do města se nedostali. Přímý turecký vpád přežilo město i v roce 1663. V důsledku tureckého ohrožení byla ve městě početná vojenská posádka, která svou přítomností také poškozovala město. Jako další obranný prvek byly před předměstími vybudovány protiturecké valy -šance a to v místech, odkud hrozilo turecké nebezpečí, tedy ve směru od Trenčianské Turné, odkud bylo město nejlépe přístupné.

### Stavovská povstání
Kromě Turků ohrožovali Trenčín a Trenčínský hrad i protihabsburští povstalci. Uherská šlechta, která vojensky povstala proti císaři měla zájem ovládat toto významné strategické místo. Protihabsburská stavovská povstání byla často podporována samotnými Turky, kteří využívali rozpory mezi svými nepřáteli. V roce 1604 se hradu i města zmocnila hajducká vojska Štěpána Bočkaje a napáchala obrovské škody, za což nechal Štefan Illésházy popravit kapitána rabujících hajduků Belošiče. V roce 1619 ovládla město vojska Gabriela Bethlena. Bethlen však byl z Trenčína vytlačen po porážce českých stavů. V roce 1622 byla dokonce v Trenčíně 3 měsíce uherská královská koruna, kterou se Bethlen zavázal po uzavření míru vrátit císaři. V letech 1644 - 1645 zasáhlo oblast Trenčína povstání Juraje I. Rákociho. Ten přešel v Trenčíně přes Váh a pokračoval se svým vojskem na Moravu jako spojenec Švédů. Význam vojenské posádky ve městě se ukázal v letech 1678 - 1683 kdy zabránil tomu, aby se ho zmocnila vojska Imricha Tökölyho. Ta však zpustošila široké okolí. Nejnebezpečnější pro město Trenčín i pro hrad však bylo povstání Františka II. Rákociho. Rákociho vojska obsadila 14. února 1704 předměstí i město a císařská posádka se stáhla do hradu. V květnu 1704 však před císařským generálem Ričanem, který táhl z Moravy, unikla do okolí města. Město i hrad byly obsazeny císařskými vojsky a ta odolávala blokádě povstaleckých vojsk více než čtyři roky. Do města se uchýlilo i množství lidí z okolí. Kurucká blokáda skončila v létě roku 1708, kdy Rákocziho vojska utrpěla v bitvě u Trenčína porážku. Trenčín se stal cílem povstalců díky své strategické poloze ve vztahu ke strategii Františka II. Rákociho. Ten chtěl dobýt Trenčín jako opěrný bod na cestě do Slezska. Slezsko byla bohatá provincie patřící nepříteli a proto měla být cílem Rákociho plenění. Současně chtěl tak zajistit pruskému následníkovi trůnu Fridrichovi Vilémovi uherský trůn.

### Reformace a protireformace
Náboženská reformace, která se postupně šířila z Německa ovlivnila i dějiny města Trenčín. Reformační učení se šířilo zejména ve městech, kde pomocí něj uplatňovalo měšťanstvo svůj vliv a vymaňovalo se zpod moci katolické církevní hierarchie. Podobně jako tomu bylo v dalších místech říše, i v Trenčíně se dostávalo reformační učení do rozporu s vládnoucím rodem - katolickými Habsburky. V Trenčíně se reformace výrazněji prosadila až v poslední třetině 16. století. Podporovateli reformace byli i držitelé Trenčínského hradu. Za pomoci Gašpara Illéšházyho, který zdědil Trenčínský hrad v roce 1609, se trenčínským evangelíkům podařilo z města odstranit i posledního katolického kněze, zmocnit se farního kostela, fary a správy města, jehož obyvatelstvo bylo již téměř úplně evangelické. Reformační církev působila ve městě svobodně až do roku 1671. Patřila mezi umírněné církve luterského směru, které se opíraly o augsburskou konfesi z roku 1530. Význam reformace spočíval mimo jiné v rozvoji školství a vzdělanosti, protože reformační církev upřednostňovala používání domácí řeči. Proti reformaci ostře vystupovali Habsburkové. Rudolf II. využíval na potírání reformace boj proti Turkům, protože protestantská šlechta často využívala spojenectví s Turky na boj proti Habsburkům. V trenčínských poměrech byl takovým počinem soud nad Bočkajovým spojencem Štefanem Illésházym, který byl za urážku královského majestátu v roce 1603 odsouzen k trestu smrti a konfiskaci majetku. Habsburky mu však byly všechny majetky vráceny po uzavření míru. Po potlačení stavovského povstání Juraje I. Rákocziho v roce 1645 nastaly vhodné podmínky na rekatolizaci. V roce 1647 přišli do Trenčína jezuité a v roce 1649 si zde otevřeli vlastní školu, která se zanedlouho přetvořila na gymnázium. V letech 1652 - 1657 byl postaven jezuitský (dnešní piaristický) kostel. Trenčín se postupně stal opět katolickým městem. Od roku 1714 byl městský magistrát zcela katolický. V roce 1794, po vydání tolerančního patentu, si mohli trenčínští evangelíci postavit na okraji města kostel a při něm i novou školu.

### Trenčín na sklonku feudalismu
Na sklonku feudalismu zavládlo v Trenčíně období míru. Války, které vedla Habsburská říše se Trenčína nedotýkaly, protože se vedly buď na jihu nebo na severu země, tedy daleko od města. Trenčín se musel nejdříve zotavovat z dlouhých let válek a obléhání, přičemž město mělo velké dluhy. Postupně rostl počet obyvatel a také se rozvíjela předměstí, která byly po kuruckých obléháních v roce 1708 téměř úplně zničena. Pokračovaly spory mezi městem a majiteli hradu, kteří na území města prosazovali svá práva. V roce 1783 opustila město vojenská posádka. Město ohrožovaly požáry a povodně, přičemž v roce 1790 vyhořel i Trenčínský hrad, který byl ruinou až do poloviny 20. století, kdy jej začali rekonstruovat. Napoleonské války, které se přímo Trenčína nedotýkaly, si vyžadovaly velké daňové zatížení. V roce 1805 přešel přes město ruský car Alexandr I., který táhl se svým vojskem ke Slavkovu a po porážce se tudy vracel i zpět. Ruské vojsko v počtu 36 tisíc jezdců procházelo Trenčínem i v roce 1814. Postupně, s rozvojem vojenské techniky ztrácely význam i hradby.

### Obyvatelstvo a hospodářství města
Během celého období feudalismu bylo základem ekonomiky města zemědělství, i když město se od venkově lišilo rozvojem obchodu a řemesel. Držba usedlostí se vázala na držení měšťanského domu, přičemž v Trenčíně bylo pouze 60 takových usedlostí. Zemědělství se zaměřovalo na rostlinnou ale i na živočišnou výrobu. Chov hospodářských zvířat byl ve vnitřním městě zakázán a proto byly k tomuto účelu budované dvory na okrajích předměstí. V katastrálním území města se pěstovaly všechny základní druhy obilovin. Rozšířené bylo i pěstování chmele a s tím souvisel rozvoj pivovarnictví. Trenčín byl i centrem řemeslné výroby. řemeslníci se sdružovali do cechů. Většina cechů vznikla v druhé polovině 16. století. Ve městě působily cechy mlynářů, zlatníků, krejčích, kloboučníků, soukeníků, obuvníků, hrnčířů, bednářů, řemenářů, ševců, truhlářů, knoflíkářů, zámečníků, kovářů a mečířů. Kromě nich zde existovali i jiní řemeslníci, ale údaje o jejich ceších se nedochovaly - např. zedníci, tesaři, kameníci, sládci, pekaři, nožíři. Cechy v Trenčíně působily až do jejich zrušení v Uhersku v roce 1872. Obchod se realizoval především prostřednictvím trhů. Trhy lokálního významu se konaly každou sobotu. Jarmarky se konávaly několikrát v roce a setkávali se při nich i kupci ze vzdálených oblastí. V popředí dálkového obchodu stál díky poloze města obchod s Moravou. Z Trenčína vedla přímá cesta přes Drietomu a Starý Hrozenkov do Uherského Hradiště a odtud do Kroměříže a Olomouce. Přes Vlársky průsmyk vedla obchodní cesta do přes Vsetín do Nového Jičína. Na Moravu se z Trenčína vyvážel zejména dobytek, víno, sůl, kůže, podobné výrobky, šafrán, sušené ovoce, ořechy a dřevěné výrobky. Dováželi se odtud moravské a slezské sukna, železářské výrobky. Trenčínští kupci udržovali obchodní styky i s městy na Pováží, s Trnavou nebo se středoslovenskými důlními městy. Důležitá byla zejména počátkem novověku náboženská příslušnost obyvatel. Kromě vlivu reformace působila na religiozitu obyvatel města i migrace. Přírůstek představovali zejména pobělohorští exulanti z českých zemí a židé. Mezi českými exulanty byli novokřtěnci (habáni), příslušníci Jednoty bratrské ale nejpočetnější vrstvu exulantů představovali luteráni a utrakvisti.
Počet obyvatel Trenčína v období novověku do konce feudalismu podle odhadu ve vybraných letech:
- 1548 - kolem 1200 - 1300 obyvatel
- 1635 - kolem 275 rodin
- 1696 - kolem 1700 + 170 vojáků
- 1706 - 1880
- 1715 - 1554
- 1720 - 1656
- 1778 - 3377
- 1787 - 4222
- 1804 - 2614
- 1828 - 3405
- 1837 - 3326
- 1847 - 3400

### Vývoj předměstí
Vybudování opevnění rozdělilo Trenčín na vnitřní město a předměstí. Opevnění omezilo kapacitu osídlení vnitřního města na poměrně konstantní hodnotu. Počet obyvatel předměstí se mohl poměrně neomezeně zvětšovat ale v případě války bylo právě obyvatelstvo předměstí vystaveno největšímu nebezpečí. V Trenčíně byl růst předměstí determinován zejména přírodním reliéfem krajiny. Město v městských hradbách bylo z jihovýchodní strany ohraničené hradní skálou a ze severu a severovýchodu tokem řeky Váh. Nejpřirozenějším směrem pro rozvoj předměstí byl otevřený prostor jižním a jihovýchodním směrem za Dolní branou (dnes Městskou věží). V novověku došlo k významnému růstu města za hradby:
- Významná zástavba v prostoru současné Hviezdoslavovy ulice (doložena již roku 1580) byla na konci 18. století hlavní tepnou jižního předměstí
- Jižní předměstí označované jako Suburbium, Praeurbium nebo Extra Moenia zahrnovalo ve 40. letech 16. století současné ul. Sládkovičova, Hviezdoslavova, Jaselská, Vajanského a Štúrovo nám.
- Dnešní Vajanského ul. se vytváří v druhé polovině 16. století
- Ještě jižněji od jižního předměstí se zmiňují v roce 1541 Súkennícka ul. a In horreis (Při stodolách)
- Při čtvrti In horreis se nachází čtvrt Gátry (In Gatri)
- Směrem k Biskupicím se nachází část Humná
- Na svahu Chríbu mezi současným evangelickým a katolickým hřbitovem je část Trudne
- Čtvrť Ostrov (Insula) evidovaná začátkem 18. století
- Čtvrť Šance na místech zasypaných protitureckých valů
- Čtvrť Za hradbami (Post moenia) byla situována mezi hradbami a Váhem od konce 16. století (přibližně dnešní Palackého ul.)
- Platea postpontalis - skupina domů na městské straně trenčínského mostu
- Čtvrť Tehelňa v jižní části města vznikající v první pol. 19. století
- Nová ulice ležící v prostoru mezi Váhem a současným evangelickým kostelem vznikla počátkem 16. století, zpočátku měla status poddanské obce s vlastní samosprávou a součástí města se stala koncem 17. století

## Vývoj v letech 1848–1918

### Politický vývoj
Revoluce v letech 1848–1849 se dotkla i města Trenčín. Po její porážce byla v Uhersku nastolena vojenská diktatura a nastoupil Bachův absolutismus. Městská i župní samospráva byla zlikvidována. V květnu 1849 obsadila Trenčín císařská vojska, udělala soupis obyvatelstva a zavedla přihlašovací povinnost. Byla zřízena císařsko-královská vyšetřovací komise a náhlý soud. Do čela župy byli namísto zlikvidované samosprávy dosazeni přednostové a dosazeni byli i ostatní župní funkcionáři. O bezpečnost se starali četníci. Na čele města zůstala širší městská rada a magistrát. Purkmistr i členové magistrátu však byli jmenováni správou župy. I když cílem Bachovy správy bylo především potlačit revoluční hnutí, byly do ní přeneseny i některé prvky organizace správy ze západních zemí a správa fungovala efektivněji. Jako komunikační jazyk v úředním styku byla prosazována němčina. V úřadech, školách nebo soudech se však často používala i slovenština. V roce 1852 navštívil Trenčín císař František Josef I. V roce 1860 došlo k uvolnění poměrů a začala se obnovovat župní i městská samospráva. V tomto roce bylo zvoleno 39 členů městského zastupitelstva podle volebního zákona z roku 1848. Zastupitelstvo zvolilo starostou Ladislava Košťála. Prusko-rakouská válka v roce 1866 ovlivnila i Trenčín. Četné armády procházely přes město od Bánovců na Moravu a po porážce v bitvě u Hradce Králové se vojáci přes město vraceli z bojišť zpět, přičemž se na čas ve městě utábořili a způsobili městu velké škody.
Rakousko-uherské vyrovnání nastolilo v Uhersku i v Trenčíně nové poměry. Trenčín jako svobodné královské město měl výsadní postavení a právně byl postaven na úroveň župy. Uherská vláda se však rozhodla reformovat veřejnou správu a tak byla práva na úrovni župy ponechána pouze městům s více než 12 tis. obyvateli. V roce 1876 bylo postavení svobodných královských měst zrušeno. Trenčín se stal, podobně jako další bývalá svobodná královská města, „obcí se zřízeným magistrátem“. Vláda však povolila, že Trenčín mohl i nadále používat název „svobodné královské město“. Trenčín se tak dostal na úroveň okresů Trenčínské župy. Takto formovaná správa města existovala s malými změnami až do roku 1918. Nejvyšším orgánem města bylo zastupitelstvo na čele s purkmistrem. Volební právo měli pouze muži, kteří platili daně a příslušníci inteligence a svobodných povolání. Zvláštní komise sestavovala každoročně seznam občanů, kteří platili nejvíce daní a 19 nejbohatších z nich se automaticky stávalo členy městského zastupitelstva. V roce 1880 se vzdal úřadu purkmistr Ladislav Košťál a purkmistrem se stal František Girschik. Od roku 1887 byl purkmistrem Ernest Učnai, který setrval v tomto úřadě až do roku 1918.
Podobně jako v celém Uhersku, i v Trenčíně se po roce 1867 začalo úřadovat po maďarsky a projevoval se maďarizační vliv. Maďarizace dosahovala významné úspěchy i díky tomu, že ve městě, jako župním centru žilo mnoho úředníků. V Trenčínské župě i samotném městě měli na konci 19. a začátkem 20. století v rukou politickou moc přívrženci Liberální strany. V roce 1910 byla v Trenčíně založena župní organizace Národní strany práce, která sdružila bývalé liberály, Stranu nezávislosti a Lidovou stranu. Tato strana měla v župě absolutní převahu.
Vypuknutí I. světové války část obyvatel Trenčína vítala. Ve městě se začali shromažďovat mobilizovaní vojáci 15. a 71. pluku, celkem asi 15 000 mužů. Slavnostní přísahy vojáků odcházejících na frontu se konaly na Horní Sihoti (dnešní sídliště Sihoť) a vojáci byli na frontu vyprovázeni s velkou slávou. Prvotní nadšení však vyprchalo poté, co začaly přicházet zprávy z fronty o válečné realitě. Už koncem srpna 1914 začaly přicházet do Trenčína první transporty s raněnými. Proto bylo třeba i značně rozšiřovat nemocniční prostory. Mrtví byli pohřbíváni nejdříve na městském hřbitově a později na zvláštním hřbitově v Kubré. Trenčínské pluky bojovaly nejdříve na frontách v Rusku. Později se pluky promíchaly a vojáci z Trenčína se dostali i do Srbska, Francie nebo i na Blízký východ. Množství vojáků se dostalo do zajetí v Rusku. Trenčín ztratil v bojích asi 200 mužů a asi 150 až 180 mužů zůstalo trvalými invalidy. Válka přinesla městu Trenčín, podobně jako jiným městům drahotu a nedostatek. V souvislosti s úspornými opatřeními se od května 1916 zavedl v Trenčíně poprvé letní čas. V Trenčíně se pořádaly sbírky a válečné půjčky. Na podzim 1916, po vstupu Rumunska do války, přišlo do Trenčína kolem 600 uprchlíků ze Sedmihradska. V roce 1918 bylo v Trenčíně a okolí soustředěno přibližně 6000 navrátilců z ruského zajetí. Mezi těmito vojáky vznikaly nepokoje, protože žili ve špatných podmínkách, byly značně demoralizovaní a velení je plánovalo znovu vyslat na frontu. K dějinám Trenčína lze přiřadit i známou vzpouru 71. trenčínského pluku umístěného v srbském Kragujevaci z června 1918. V důsledku zahraničních snah o vytvoření státu Čechů a Slováků přišel v létě 1918 do Trenčína šéf policejního oddělení ministerstva vnitra zjišťovat požadavky Slováků a jejich vztah ke společnému státu s Čechy. 31. října 1918 na plánovaném podzimním zasedání municipiálního výboru Trenčínské župy župan Medňanský seznámil župní shromáždění s Martinskou deklarací, se kterou ho předtím seznámil Karol Štúr. Ve městě přívrženci Uherska vytvořili maďarskou národní radu a spolu s honvédskymi důstojníky organizovali ozbrojenou občanskou gardu. Vzhledem k politickému vývoji a nepokojům v okolí města dne 6. listopadu 1918 požádali městští a župní funkcionáři Karola Štúra, aby řídil veřejnou správu. V ten den se vytvořila místní Slovenská národní rada, které předsedal Karol Štúr a místopředsedové byli Igor Pietor a A. Bulla. Na žádost Slovenské národní rady byl do Trenčína vyslán první prapor 1. československého pluku složený z pražských dobrovolníků. Ten se však zpočátku zastavil v Trenčínské Teplé, neboť na žádost některých místních činitelů byla uherskou vládou do Trenčína vyslána i setnina námořníků, která měla ve městě posílit maďarskou posádku. Velitel československého praporu Karel Římek poslal trenčínskému županovi a velení posádky ultimátum, kterému se podvolili. Československé vojsko vstoupilo do Trenčína dne 10. listopadu 1918 a v Trenčíně tak jako v jednom z prvních míst Slovenska byla ustavena vláda nového státu.

### Hospodářský vývoj města
V letech 1848 až 1918 došlo k významnému prostorovému a hospodářskému růstu města Trenčín, který souvisel zejména s průmyslovou revolucí. Její nástup se na prostorovém růstu města začíná projevovat až po roce 1880, čemuž předcházela demolice hradeb v letech 1857 až 1873. Významným impulsem pro město bylo vybudování železničního spojení. V roce 1879 bylo dostavěno spojení po Istebník, v roce 1883 došlo k přemostění Váhu a dobudování tratě po Žilinu. Trenčín tak získal přímé železniční spojení s Vídní a Budapeští a současně získal železniční přístup k slezskému uhlí propojením na Košicko-bohumínskou dráhu. V roce 1888 byla dostavěna trať Trenčianska Teplá - Uherský Brod a v roce 1901 trať do Bánovců nad Bebravou. V Trenčíně tak vznikly vhodné podmínky pro budování průmyslových závodů, které vznikaly na okrajích města, zejména v lokalitě „Pod Sokolicami“. Nejvýznamnějším průmyslovým podnikem, který v tomto období vznikl v této lokalitě a vůbec v Trenčíně byl textilní závod Tiberghien postavený v letech 1906–1907. V lokalitě „Pod Sokolicami“, rozprostírající se ve východní části města, byly vybudovány inženýrské sítě a také další průmyslové podniky jako válcový mlýn, štěrkovna s kamenolomem, parní pila, cihelna a další. Mezi průmyslovými závody probíhala bytová výstavba. Tato průmyslová lokalita přímo navazovala na kasárna, která byla postavena v letech 1886–1887 župou na dnešní ul. M. R. Štefánika. V jihozápadním směru dochází k rozšiřování města ve směru na Trenčianskou Turnou a v této části jsou vybudovány honvédská kasárna na místě pozdějších Masarykových kasáren. Kromě toho v této části vzniká lihovarský, kvasný, řeznický a truhlářsko-nábytkářský průmysl. Po roce 1900 dochází k růstu města v Zámostí, na pravé straně řeky Váh, kde byla v roce 1901 postavena továrna na cihly. V roce 1905 se začala výstavba budovy nynějšího Gymnázia Ľ. Štúra a v letech 1907–1909 byl vystavěn kostel a klášter na dnešní ul. 1. května. Požadavky majetnějších vrstev podmínily vznik vilové (později Kollárovy) čtvrti v místech dnešní Piaristické, Kollárovy a Bernolákovy ulice.

## Vývoj v letech 1918–1945

### Politický vývoj
V souvislosti se vznikem první ČSR se významně změnila administrativní funkce města. Trenčín byl během celé existence Uherska sídelním městem Trenčínské župy, která zanikla v roce 1922 se zánikem uherského župního systému. Od roku 1923 byl Trenčín součástí Povážské župy. Trenčín se stal na krátkou dobu sídelním župním sídlem v letech 1940 až 1945, během trvání válečného Slovenského státu, kdy v rámci administrativního systému znovu vznikla Trenčianska župa.